# Gérard Caussé
Gérard Caussé (* 26. června 1948 Toulouse) je francouzský violista.
Studium započal v rodném městě Toulouse, odkud poté pokračoval na pařížskou konzervatoř, kde získal mnoho cen za hru na violu, ale také hru komorní. Té se dodnes věnuje velmi často. Jeho repertoár není nijak vymezen, ale snaží se častěji než jiní violisté zaměřovat na skladby W. A. Mozarta pro tento nástroj.
Byl hudebním ředitelem komorního orchestru v Toulouse (Orchestre de Chambre de Toulouse). Vyučuje na pařížské a madridské konzervatoři. Vyhrál mnoho soutěží, např. the Gabriel Fauré Prize, the Charles Gros Academy Prize a další. Jeho nástrojem je viola od Gaspara da Sala z roku 1560.